# Saison 2 de Star Trek: Deep Space Nine
Chronologie
Saison 1 Saison 3
Cette page présente les épisodes de la saison 2 de la série télévisée Star Trek: Deep Space Nine.

## Épisodes

### Épisode 1:Le Retour
- Richard Beymer (Li Nalas)
- Max Grodénchik (Rom)
- Michael Bell (Borum)
- Marc Alaimo (Gul Dukat)
- Frank Langella (Ministre Jaro Essa) (non crédité)

- Kira Nerys est sanctionnée par le gouvernement Bajoran à la suite du sauvetage qu'elle a effectué sans sa permission et est démise de ses fonctions d'officier de liaison sur la station.
- Premier épisode d'une série en trois parties.

### Épisode 2:Le Cercle
- Richard Beymer (Li Nalas)
- Frank Langella (Ministre Jaro Essa) (non crédité)
- Louise Fletcher (Vedek Winn Adami) (non crédité)
- Philip Anglim (Vedek Bareil Antos)
- Stephen Macht (Général Krim)
- Bruce Gray (Vice-Amiral Chekote)

- Le Vedek Bareil Antos est crédité au nom de Bariel.
- Deuxième partie d'une série se déroulant en trois parties.

### Épisode 3:Le Siège
- Richard Beymer (Li Nalas)
- Louise Fletcher (Vedek Winn Adami)
- Philip Anglim (Vedek Bareil Antos)
- Frank Langella (Ministre Jaro Essa) (non crédité)
- Stephen Macht (Général Krim)
- Steven Weber (Colonel Day Kannu)

- Troisième et dernière partie du triple épisode.

### Épisode 4:Intrusion
- John Glover (Verad)
- Megan Gallagher (Mareel)
- Tim Russ (T'Kar)
- Steve Rankin (Yeto)

- Seulement un Trill sur 10 reçoit un symbiote.
- Tim Russ méconnaissable, n'a pas encore son personnage de Tuvok et tient là le rôle d'un mercenaire Klingon.

### Épisode 5:Les Cardassiens
- Andrew Robinson (Elim Garak)
- Marc Alaimo (Gul Dukat)
- Robert Mandan (Kotan Pa'Dar)
- Terrence Evans (Proka)
- Vidal Peterson (Rugal)
- Dion Anderson (Zolan)

- Première apparition physique du personnage de Gul Dukat. Jusqu'ici, il n'est apparu dans la série qu'au travers d'un écran.

### Épisode 6:Melora
- Evan Carlos Somers
- Steven Baum
- Michael Piller
- James Crocker

- Daphne Ashbrook (Enseigne Melora Paslar)
- Peter Crombie (Fallit Kot)
- Don Stark (Ashrock)

- L'aimable restaurateur Klingon fait penser au restaurateur italien du dessin animé La belle et le clochard; de même, Melora rappelle la petite Sirène du conte d’Andersen.

### Épisode 7:Les Devises de l'acquisition
- Hélène Udy (Pel)
- Brian Thompson (Inglatu)
- Emilia Crow (Zyree)
- Tiny Ron (Maihar'du)
- Wallace Shawn (Grand Nagus Zek)

- Tiny Ron reprend son rôle muet de garde du corps du Grand Nagus Zek et il est à noter qu'il a aussi joué un Hirogène dans la série Star Trek: Voyager.
- Les femmes férengies ont des oreilles plus petites et doivent toujours être nues.

### Épisode 8:Démons intérieurs
- Katherine Moffat (Pallra)
- Robert Mackenzie (Trasko)

- Fait amusant, Rom a plus peur de ne pas hériter du bar de Quark que de voir son frère mourir.

### Épisode 9:Double Vue
- Mark Gehred-O'Connell
- Ira Steven Behr
- Robert Hewitt Wolfe

- Salli Elise Richardson (Fenna/Nidell)
- Richard Kiley (Dr Gideon Seyetik)

- Jake Sisko n'est pas contre le fait que son père tombe à nouveau amoureux d'une autre femme.

### Épisode 10:Le Sanctuaire
- William Schallert (Varani)
- Andrew Koenig (Tumak)
- Michael Durrell (Général Hazar)
- Betty McGuire (Vayna)
- Robert Curtis Brown (Vedek Sorad)
- Kitty Swink (en) (Ministre Rozahn)
- Deborah May (Haneek)
- Leland Orser (Gai)

- Leland Orser dans un rôle très secondaire, peut aussi être vu dans la 4e saison de Star Trek: Voyager dans un rôle d'un hologramme très « perturbé », ou dans la série Star Trek: Enterprise.

### Épisode 11:Les Rivaux
- Barbara Bosson (Roana)
- K Callan (Alsia)
- Albert Henderson (Cos)
- Chris Sarandon (Martus Mazur)

### Épisode 12:L'Autre
- James Sloyan (Dr Mora Pol)
- Matt McKenzie (Dr Weld Ram)

- Odo a des rapports conflictuels avec son « père ».
- James Sloyan est un habitué de Star Trek, car il a joué plusieurs fois dans The Next Generation et Voyager.
- Les Férengis morts sont découpés pour être revendus par leurs familles.

### Épisode 13:Annihilation
- Rosalind Chao (Keiko O'Brien)
- Darleen Carr (Ambassadrice E'Tyshra)
- Peter White (Ambassadeur Sharat)
- Larry Cedar (Dr Nydrom)

- À la suite d'une vidéo truquée, le personnel de la station croit que leurs deux compagnons sont morts, et Quark montre qu'il a aussi un cœur en offrant à Jadzia Dax et Kira Nerys un verre en leurs honneurs, et surtout car c'étaient de bons clients qui payaient sans discuter, citant la 57e Devise de l'Acquisition: « Les bons clients sont aussi rares que le Latinium. Respectez-les »
- Le docteur Bashir parle d'une fois où il est tombé amoureux et a failli se marier, or il parle d'une danseuse nommée Alice, mais semble avoir oublié l'épisode avec Mélora.
- La chute de l'épisode est très amusante.

### Épisode 14:Murmures
- Todd waring (DeCurtis)
- Susan Bay (Contre-Amiral Rollman)
- Philip LeStrange (Coutu)

### Épisode 15:Paradis
- Jeff King
- Richard Manning
- Hans Beimler

- Julia Nickson (Cassandra)
- Steve Vinovich (Joseph)
- Michael Buckman Silver (Vinod)
- Erick Weiss (Stephan)
- Gail Strickland (Alixus)

- Contrairement au titre, la vie sur la planète n'est pas du tout paradisiaque à cause du fanatisme d'une femme qui déteste la technologie.

### Épisode 16:Mirages
- Philip Anglim (Vedek Bareil Antos)
- Kenneth Mars (Colyus)
- Kenneth Tobey (Rurigan)
- Noley Thornton (Taya)

- Il semble que les com-badges de Starfleet ne soient pas des épinglettes mais des scratchs.
- Le second prénom de Miles O'Brien est Edouard.
- Noley Thornton malgré son jeune âge, a déjà joué dans un épisode de Star Trek : La Nouvelle Génération.
- Le Dominion se comporte comme le font les Borgs dans le quadrant Delta, en conquérant, et ce n'est pas la première fois qu'un indigène du quadrant Gamma s'en plaint.

### Épisode 17:Démiurge
- Geoffrey Blake (Arjin)
- Ron Taylor (Restaurateur Klingon)
- Richard Poe (Gul Evek)

- Les Cardassiens ont laissé des mulots derrière eux sur la station afin de la saboter, hélas les mulots sont très laids, aussi gros que des lapins et extrêmement voraces.
- Curzon-Dax (le précédent hôte de Dax) se révèle avoir été un véritable tyran dans ses tests de compatibilité d'hôte Trill.

### Épisode 18:Pertes et profits
- Mary Crosby (Natima Lang)
- Michael Reilly Burke (Hogue)
- Heidi Swedberg (Rekelen)
- Edward Wiley (Gul Toran)

- Quark a vendu de la nourriture aux Bajorans quand il était sur Terok Nor et Natima lui a sauvé la vie en ne le dénonçant pas.
- Rom est en fait le demi-frère de Quark
- Cet épisode révèle que Gul est un titre cardassien et non un nom.
- Mary Crosby est la fille de Bing Crosby et celle qui a tué, puis seulement tiré sur le JR de la série Dallas.

### Épisode 19:Le Pacte de sang
- John Colicos (Kor)
- Michael Ansara (Kang)
- William Campbell (Kolloth)
- Bill Bolender (Albinos Klingon)

- Les Klingons semblent vivre, tout comme les Vulcains, plus longtemps que les humains.
- Odo semble avoir une force nettement supérieure à un Klingon.

### Épisode 20:Le Maquis:1repartie
- Bernie Casey (Lieutenant-Commandeur Calvin "Cal" Hudson)
- Bertila Damas (Sakonna)
- Marc Alaimo (Gul Dukat)
- Richard Poe (Gul Evek)
- Tony Plana (Conseiller Amaros)
- Michael A. Krawic (William Samuels)
- Amanda Carlin (Kobb)

- À part James Crocker lui-même, Rick Berman, Michael Piller et Jeri Taylor, créateurs de Star Trek: Voyager, ont imaginé cette histoire.
- Quark explique qu'il y a 280 devises de l'acquisition férengie; or, elles sont censées être au nombre de 285.
- Il y a de fortes similitudes avec le conflit israélo-palestinien.

### Épisode 21:Le Maquis:2epartie
- Bernie Casey (Lieutenant-Commandeur Calvin "Cal" Hudson) (non crédité)
- Bertila Damas (Sakonna)
- Marc Alaimo (Gul Dukat)
- John Schuck (Légat Parn)
- Natalija Nogulich (Vice-Amirale Alynna Nechayev)
- Tony Plana (Conseiller Amaros)
- Michael Bell (Capitaine Drofo Awa)
- Amanda Carlin (Kobb)

- On apprend dans cet épisode que les techniques vulcaines de télépathie ne fonctionnent pas sur les Cardassiens.

### Épisode 22:L'Implant
- Andrew Robinson (Elim Garak)
- Jimmie F. Skaggs (Glinn Boheeka)
- Ann Gillespie (Infirmière Jabara)
- Paul Dooley (Enabran Tain)

- L'ancienne vie d'Elim Garak est un peu plus dévoilée.

### Épisode 23:Entrelacs
- Andrew Robinson (Elim Garak)
- John Cothran Jr (Telok)

- Une "nouvelle Bajor" a été créée dans le quadrant Gamma.
- Le double de Kira fait référence à l'épisode "Miroir" de la série Star Trek Classique

### Épisode 24:Le Collaborateur
- Gary Holland
- Ira Steven Behr
- Robert Hewitt Wolfe

- Bert Remsen (Kubus)
- Camille Saviola (Kai Opaka)
- Philip Anglim (Vedek Bareil Antos)
- Louise Fletcher (Vedek Winn Adami)

- Quark cite la devise de l'acquisition no 185 : « Aucune bonne action ne demeure impunie...à bon entendeur ».

### Épisode 25:Tribunal
- Caroline Lagerfelt (Magistrate Makbar)
- John Beck (Boone)
- Richard Poe (Gul Evek)
- Fritz Weaver (Défenseur Kovat)

- Chaque Cardassien est obligé de donner une de ses molaires vers l'âge de 10 ans pour identification, et de par ce fait, les prisonniers qui séjournent sur Cardassia également.
- Odo semble être le seul non Cardassien à être membre du tribunal cardassien à la demande de Gul Dukat quand celui-ci dirigeait la station.
- Il s'agit du 1er épisode réalisé par Avery Brooks (Benjamin Sisko).

### Épisode 26:Les Jem'Hadar
- Alan Oppenheimer (Capitaine Keogh)
- Cress Williams (Talak'talan)
- Molly Hagan (Eris)

- Quark est allergique à la vie en pleine nature.
- On apprend aussi que les Fondateurs ont créé le Dominion et que les Jem'Hadar sont à leur service en tant que soldats; ces derniers n'hésitent d'ailleurs pas à sacrifier leurs vaisseaux dans des raids suicides pour prouver à quel point ils sont motivés à détruire l'ennemi.